# Космодром імені Сатіша Дгавана
13°43′02″ пн. ш. 80°13′20″ сх. д. / 13.717222222222° пн. ш. 80.222222222222° сх. д.
Космодром імені Сатіша Дхавана (англ. Satish Dhawan Space Centre) — індійський космодром, розташований на острові Шрихарикота у Бенгальській затоці, поблизу Мадраса в південному штаті Андгра-Прадеш.
Належить Індійській організації космічних досліджень. Космодром будувався в 1971—1979 роках, перший запуск здійснено 18 липня 1980 року — штучний супутник Землі «Rohini» («Рохині»).
Два стартові майданчики (другий введений до ладу у 2005 році). Близькість до екватора є однією з безперечних переваг космодрому.

## Історія запусків
- 1979: перший експериментальний запуск SLV-3 з супутником «Rohini» («Рохині») зазнав невдачі.
- 1980: другий експериментальний запуск SLV-3 успішно вивів на орбіту супутник «Rohini» («Рохині»).
- 1983: запуск SLV-3, RS-D2 виведений на орбіту.
- 1987: ASLV з супутником SROSS-1.
- Травень 1992 року: третій запуск ASLV з SROCC-C на борту, супутник виведений на орбіту.
- 1993: перший запуск PSLV з супутником IRS-1E зазнав невдачі.
- 22 жовтня 2008 року, о 6:52 ранку за місцевим часом (00:52 по Гринвічу), з космодрому був запущений безпілотний апарат «Чандраян-1» в ході першої в історії країни місячної місії.
- 5 листопада 2013 року — запуск індійської автоматичної міжпланетної станції «Mangalyaan», призначеної для дослідження Марса.
- 18 грудня 2014 року — Індійська організація космічних досліджень і розробок (ISRO) провела пуск нової ракети-носія GSLV Mark-III, на якій був завантажений прототип спускного апарата пілотованого космічного корабля вагою понад 3,5 тонни. Після успішного виведення апарата на задану висоту, він здійснив посадку в Андаманському морі.
- 13 липня 2023 року — запуск місії «Чандраян-3» з посадковим модулем і всюдиходом на борту ракети LVM3, яка доставила місяцехід на південний полюс Місяця[1].
- 21 жовтня 2023 року — запуск одноступеневої ракети TV-D1 з макетом пілотованого корабля «Gaganyaan» («Гаганьян»)[2].